# Kalvin Wopi
Kalvin Wopi (sinh ngày 2 tháng 3 năm 1995) là một cầu thủ bóng đá người Indonesia hiện tại thi đấu cho Perseru Serui ở Liga 1 ở vị trí hậu vệ.

## Sự nghiệp

### Perseru Serui
Kalvin gia nhập Perseru Serui thi đấu tại Indonesia Soccer Championship A 2016.